# 반복 설계
반복 설계 ( Iterative design ) 란 설계 방법론중의 하나로 원형화, 시험한 뒤에  공정이나 생산품을 재정비나 분석을 하는 일련의 사이클을 말한다.  가장 최근에 이루어진 설계의 반복을 시험한 결과에 기초하여 변화와 재정비는 결정된다.   이 과정은 어떤 설계의 품질과 기능성을 궁극적으로 증진하기 위해 고안되었다.

## 역사
반복 설계는 주로 공학 분야에서 오랜 기간동안 사용되어 왔다.  한 예로 1960년대에 사용된 PDCA와 같은 것이다.  대부분의 새로운 생산품 계발이나 기존의 제품을 향상시키는 프로그램에서 점검하는 단계가 반복적인 목적으로 사용된다.

## 같이 보기
- 와해성 기술
- 익스트림 프로그래밍
- 나선 모형
- 스크럼 (애자일 개발 프로세스)